# ペルソナ アインソフ
『ペルソナ アインソフ』（PERSONA AIN SOPH）は、Windows機用の『ペルソナシリーズ』のブラウザゲーム。

## 概要
略称は「PAS」。2006年6月から『ペルソナ3』の世界観を用いた『ペルソナ3 ザ・ナイト・ビフォア』が運営されていたが、2008年2月に終了し、これと入れ替わって開始された。
アトラスの運営するホームページ「アトラスネット」に会員登録することで参加できる。会費等は無料。2010年6月末をもってサービスを終了した。

## ストーリー
精神と時の狭間に位置する「ベルベットルーム」にて目覚めたあなたは「イゴール」と名乗る鼻の長い老人と出会う。そして、ベルベットルームが、悪夢の世界クリフォトへと通じてしまったことを聞かされる。イゴールから心の力「ペルソナ」を呼びさまされたあなたは、この悪夢の世界の謎を解くため、イゴールに誘われるままクリフォトへの扉を開く。果たしてあなたはこの悪夢の迷宮から脱出することが出来るのか？

## システム
『ペルソナ3 ザ・ナイト・ビフォア』終了と入れ替わって開始されたブラウザゲーム。「アインソフ」は無限を意味する。ゲームシステムは前作のものをほぼ継承しているが、ストーリーや世界観などは一新されている。
行動のたびに「疲労度」が蓄積し、疲労度が100％になると次の日の午前6時までログインできなくなる。アイテムの購入や合成などの戦いの準備を行い、街に相当する「ベルベットルーム」と敵が出現するダンジョン「クリフォト」が存在する。敵は「スパルトイ」や「クグツ」など『真・女神転生』シリーズに登場した金子一馬デザインの悪魔が出現する。物理攻撃あるいはSPを消費する魔法攻撃で戦うことになり、倒せば経験値、お金、名声を手に入れることができる。敵を倒しながらより上の階層を目指す。戦闘に敗北すると疲労度が大幅に上昇し、名声が減少する。
アイテムの購入はベルベットルームのエリザベスの元で行えるが、他のプレイヤーが購入すると在庫が減り、在庫がなくなると購入できなくなる。
ベルベットルームのエリザベスの下では2つないし3つのアイテムを合成して別のアイテムを作り出すことができる。ただし、成功するかは運が影響する。

## 登場人物
ペルソナはこの世界で戦う力をもつ「もう一人の自分」。当初はイゴールより4種類のペルソナから1つを選択することができる。また、ベルベットルームでは別のペルソナに変更する「ペルソナチェンジ」が可能。ペルソナのイラストは金子一馬の手による真・女神転生シリーズのものが使われている。
イヌガミ
「力」に優れ、物理攻撃が得意なペルソナ。
エンジェル
「魔」に優れ、魔法攻撃が得意なペルソナ。
ピクシー
「運」に優れ、アイテム生産が得意なペルソナ。
オバリヨン
「耐」に優れ、敵からの攻撃に強いペルソナ。

## 沿革
- 2008年2月15日 - 「アトラスネット」にて「ペルソナ　アインソフ」が発表される。
- 2008年2月26日 - 「ペルソナ アインソフ」開始。
- 2010年6月30日 - 「ペルソナ アインソフ」サービス終了。